# SMI Mid
Il SMI Mid (acronimo SMIM) è un indice usato dal mercato svizzero.
Rappresenta le 30 società quotate per capitalizzazione dopo quelle inserite nel Swiss Market Index.

## Aziende
Dal 31 maggio 2015 queste sono le aziende:
| Pos | Nome                   | Branca         | Logo      | Peso nell'indice in % |
| --- | ---------------------- | -------------- | --------- | --------------------- |
| 1   | Sonova                 | Sanità         | zentriert | 6,10                  |
| 2   | Kühne + Nagel          | Logistica      | zentriert | 5,64                  |
| 3   | Dormakaba              | Serrature      |           |                       |
| 4   | Flughafen Zürich       | Trasporti      | zentriert |                       |
| 5   | Schindler Holding      | Holding        |           | 5,31                  |
| 6   | Vifor Pharma           | Farmacia       |           |                       |
| 7   | Lindt & Sprüngli       | Alimentari     |           | 4,85                  |
| 8   | Bâloise                | Assicurazioni  | zentriert | 4,46                  |
| 9   | Clariant               | Chimica        |           | 4,38                  |
| 10  | Partners Group         | Finanza        |           | 4,19                  |
| 11  | Aryzta                 | Alimentari     |           | 4,17                  |
| 12  | Swiss Prime Site       | Immobiliare    | zentriert | 3,99                  |
| 13  | Lindt & Sprüngli       | Alimentari     |           | 3,64                  |
| 14  | Sunrise Communications | TLC            | zentriert |                       |
| 15  | Swatch Group           | Orologi        | zentriert | 3,19                  |
| 16  | ams                    | Elettronica    | zentriert | 2,92                  |
| 17  | Dufry                  | Commercio      | zentriert | 2,72                  |
| 18  | GAM                    | Finanza        | zentriert | 2,66                  |
| 19  | Helvetia               | Assicurazioni  |           | 2,64                  |
| 20  | PSP Swiss Property     | Immobiliare    | zentriert | 2,48                  |
| 21  | Georg Fischer          | Tecnologie     | zentriert | 2,22                  |
| 22  | Ems-Chemie             | Chimica        | zentriert | 2,16                  |
| 23  | Barry Callebaut        | Alimentari     |           | 1,84                  |
| 24  | Sulzer                 | Elettrotecnica | zentriert | 1,80                  |
| 25  | OC Oerlikon            | Elettrotecnica | zentriert | 1,79                  |
| 26  | Logitech               | Elettronica    | zentriert | 1,77                  |
| 27  | DKSH                   | Commercio      |           | 1,76                  |
| 28  | Straumann              | Farmacia       | zentriert | 1,69                  |
| 29  | Temenos                | Software       |           | 1,52                  |